# 하예린
하예린(Yerin Ha, 1998년 1월 16일 ~ )은 한국계 오스트레일리아인 배우이다. 배우 손숙의 외손녀이다. 파라마운트+ 드라마 《헤일로》의 관 하 역으로 이름을 알리기 시작했다.

## 출연 작품

### 영화
- 씨씨: 베스트 프렌즈 (2022) - 트레이시 역

### 텔레비전
- 리프 브레이크 (2019, Reef Break) - TJ 역
- 트로포 (2022, Troppo) - 아라 역
- 헤일로 (2022-) - 관 하 역

넷플릭스
▪︎서바이버스(2025, The Survivors)- 미아 창 역